# Селва деј Мули (Фрозиноне)
Селва деј Мули је насеље у Италији у округу Фрозиноне, региону Лацио.
Према процени из 2011. у насељу је живело 33 становника. Насеље се налази на надморској висини од 194 м.